# Sunaryati Hartono
Sunaryati Hartono (ur. 7 czerwca 1931 w Medanie) – indonezyjska dyplomatka.

## Życiorys
Sunaryati Hartono urodziła się 7 czerwca 1931 w mieście Medan, jako córka Diny Marii Geraldine Maranta Sunario – Pantouw i Sunaria Sastrowardojo, jednego z założycieli Indonezyjskiej Partii Narodowej. Gdy miała 4 miesiące z razem z rodziną przeprowadziła się do Makasar. Uczęszczała do katolickiej szkoły w Salatiga. W 1939 roku w wyniku II wojny światowej przeprowadzili się do wsi Pakem.
Sunaryati studiowała na Wydziale Prawa i Nauk Społecznych Uniwersytetu Indonezji.
W 1985 zainicjowano program wymiany zawodowej, który polegał na tym, że przedstawiciele Filipin, Tajlandii i Indonezji w krajach ASEAN wygłaszali mowy na temat systemów prawnych w swoich krajach. Sunaryati Hartono była przedstawicielką Indonezji.